# André-Pierre Puget
Pour les articles homonymes, voir Puget (homonymie).
André-Pierre Puget, né le 3 août 1967 à Liège, est un homme politique belge, ayant siégé comme indépendant au Parlement de Wallonie et  Parlement de la Fédération Wallonie-Bruxelles, et président du mouvement J'Existe. Avant son entrée en politique, il a été secrétaire général de la Confédération belge du commerce et de la réparation automobile (Federauto) et il créa également APplugs,, première société wallonne de construction de bornes de recharge pour véhicules électriques.

## Parcours politique
Lors des élections régionales de mai 2014, il est directeur de campagne du Parti Populaire et tête de liste dans l'arrondissement de Liège. Il est élu député au Parlement wallon et au Parlement de la Fédération Wallonie-Bruxelles.
Dans les mois suivant son élection, il est généralement perçu comme tentant de présenter une image respectable de son parti souvent taxé d'extrême droite. Au parlement, il participe à la commission de validation des pouvoirs juste après les élections de 2014, travaille sur les chrétiens d'Orient, coordonne un groupe de pression opposé à une taxe kilométrique, et est coauteur d'une loi instituant la consultation populaire en Wallonie.
Le 15 décembre 2015, il quitte le Parti Populaire, en désaccord avec la position de son parti sur l'immigration, qu'il décrit comme "devenue l’unique problématique au sujet de laquelle le PP se positionne et communique". Un an plus tard, il rejoint le parti "droite citoyenne" avec le président du parti "La Droite" (une autre dissidence du Parti Populaire,), le controversé homme d'affaires Aldo-Michel Mungo,. Le 25 février 2017, il quitte la nouvelle formation sur fond d'accusations réciproques avec Mungo, et crée le mouvement "J'existe".
En juillet 2017, à l'occasion de la crise politique découlant de la volonté du Centre démocrate humaniste de mettre fin à son alliance avec le Parti socialiste au niveau politique wallon, de nombreux médias s'interrogent sur un possible rôle d'André-Pierre Puget dans une future majorité, le duo de centre-droit MR-cdH en cours de formation ne disposant que d'une majorité d'une seule voix,. Il explique cependant que personne ne l'a contacté en vue de constituer une nouvelle majorité. Le 28 juillet 2017, il vote toutefois favorablement la motion de méfiance constructive proposant la mise en place d'un nouveau gouvernement composé de ministres MR et cdH.
En février 2019, il annonce rejoindre les listes formées par Alain Destexhe pour les élections de 2019 où la liste Destexhe n'obtient aucun élu au  Parlement wallon, n'ayant emporté que 1,52% des suffrages, André-Pierre Puget obtenant 983 voix.

## Fonctions politiques
- Député wallon du 13 juin 2014 au 11 juin 2019
  - député de la Communauté française